# 해리 그리븐

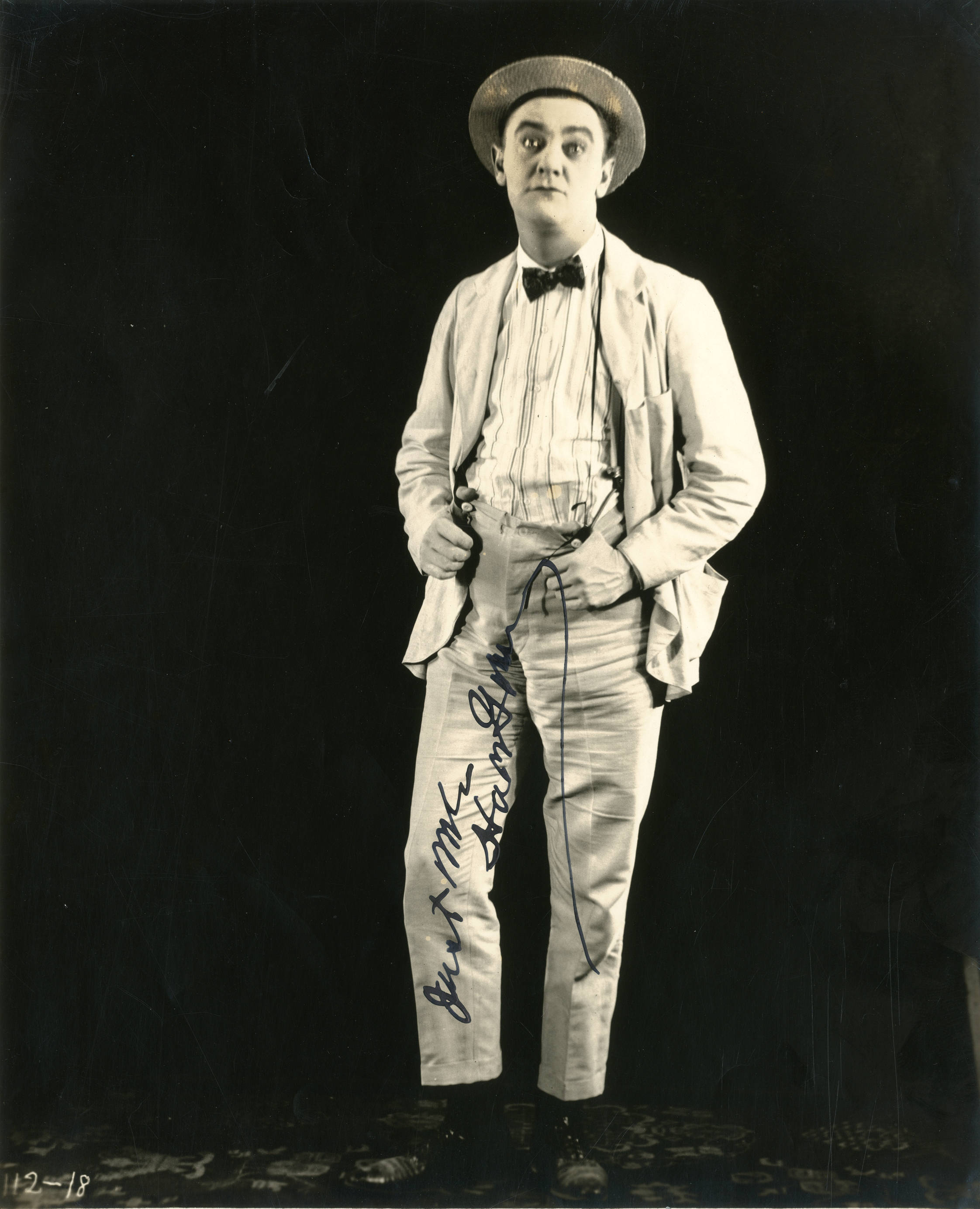

해리 그리븐(Harry Gribbon, 1885년 6월 9일 ~ 1961년 7월 28일)은 미국의 배우, 영화배우이다.
뉴욕에서 태어났으며 로스앤젤레스에서 사망하였다.

## 영화
- 베이비 페이스 (1933년) - 도어맨 역
- 더 키드 프럼 스페인 (1932년)
- 로터리 브라이드 (1930년)
- 미스티어리어스 아일랜드 (1929년)
- 온 위드 더 쇼! (1929년)
- 쇼 피플 (1928년)
- 카메라맨 (1928년)